# Distenia suturalis
Distenia suturalis là một loài bọ cánh cứng trong họ Cerambycidae.